# Pierre-Barthélemy Gheusi
Pour les articles homonymes, voir Gheusi.
Pierre-Barthélemy Gheusi, connu aussi sous le pseudonyme de Norbert Lorédan, est un directeur de théâtre, journaliste et écrivain français né à Toulouse le 21 novembre 1865 et mort à Paris le 30 janvier 1943. 

## Biographie
Fils d'un banquier, cousin éloigné de Gambetta (dont il publie la correspondance), Pierre-Barthélemy Gheusi fait ses études au collège de Castres, où il rencontre Jean Jaurès, son aîné de six ans, élève des grandes classes (jusqu'en 1876), et se lie d'amitié avec le médecin et érudit François de Vesian. Il part à Toulouse faire ses études de droit. 
En 1887-1888, à l'instigation de Laurent Tailhade, il collabore à la revue Le Décadent d'Anatole Baju, sous le pseudonyme de Norbert Lorédan mais sa carrière littéraire peine à décoller, malgré les recommandations d'Émile Zola et de Catulle Mendès. 
Gheusi tâte un peu de politique dans le camp républicain en faisant la campagne électorale de Jaurès aux élections législatives de 1889 à Castres. Puis il choisit d'entrer dans l'administration et devient, grâce à l'appui de Léon Bourgeois, chef de cabinet du sous-préfet de Reims. S'ennuyant en province, il obtient rapidement sa mutation à Paris. Pendant les années qui suivent, le Gouvernement fait sporadiquement appel à lui. En 1897, Ernest Constans l'envoie en tournée d'inspection des écoles chrétiennes en Palestine. Après un bref passage au Ministère des Colonies en 1906, auprès de Georges Leygues, comme lui originaire du Sud-Ouest de la France, il est chargé par le Toulousain Jean Cruppi, alors ministre français des Affaires étrangères, de travailler en 1911 au rétablissement des relations diplomatiques entre la France et le Venezuela.
En 1894, il épouse Adrienne Willems, nièce du peintre Florent Willems et fréquente, aux côtés de nombre d'autres libre-penseurs et francs-maçons, la Luscrambo, société regroupant les Toulousains de Paris, fondée par l'artiste lyrique et plus tard directeur de l'Opéra, Pedro Gailhard. 
Son roman Gaucher Myrian, écrit en collaboration avec l'érudit bordelais Anatole Loquin et publié en 1893, atteste de son intérêt pour le catharisme. En 1906, on le voit d'ailleurs membre de l'Église gnostique catholique, qui s'en veut la continuation, aux côtés de Léonce-Eugène Fabre des Essarts et de Gabriel Fauré.
En 1897, Arthur Meyer lui confie la direction du supplément littéraire illustré du Gaulois qui vient d'être créé sous le titre Le Gaulois du dimanche. En 1899, il rachète La Nouvelle Revue à Juliette Adam. Sous sa direction, ce périodique connaît une période particulièrement brillante. En 1913, il fait nommer Henri Austruy à la tête de La Nouvelle Revue.
À Paris, il réside 4 rue Saint-Florentin. En 1911, il acquiert aux enchères « avec une douzaine d'amis  réunis en société civile » le château du baron de L'Espée, à Ilbarritz, près de Biarritz, dont il recommanda le séjour, par l'intermédiaire de son notaire biarrot, au couple Deschanel en quête d'un lieu de repos ; il envisagea d'y créer un golf, mais la première guerre mondiale interrompt les travaux et il transforme la demeure en hôpital pour les blessés rapatriés du Front. Lui-même sert comme officier d'ordonnance de Gallieni à qui il consacre de nombreux livres.
Pedro Gailhard l'avait appelé à ses côtés à la direction de l'Opéra en 1906 et, en 1914, il avait enfin obtenu la direction de l'Opéra Comique, dont il rêvait depuis longtemps. Il en est brutalement remercié en 1918 par son ennemi juré Clemenceau. Après un court passage à la direction du Théâtre Lyrique du Vaudeville (1919-1920), il entre comme rédacteur au Figaro et ne tarde pas à y être promu directeur-administrateur. Il défend la mémoire de Gambetta et de sa compagne Léonie Léon dans les colonnes du Figaro, lors d'une polémique avec Léon Daudet à propos de son roman, Le Drame des Jardies. Dans cette période de direction du quotidien, il est notamment chargé par le nouveau propriétaire, François Coty, d'organiser la fusion avec le journal avec Le Gaulois en 1929, avant d'être congédié en 1932.
Anatole de Monzie, ministre de l'Instruction publique et des Beaux-Arts, le nomme à nouveau à la direction de l'Opéra-Comique qui est au bord du gouffre financier. Gheusi n'hésite pas à renflouer le théâtre de ses propres deniers, mais le personnel le contraint à la démission au moment des grèves de 1936. 
Il meurt à Paris le 30 janvier 1943. Ses mémoires, Cinquante Ans de Paris, sont un document très précieux sur la vie politique et mondaine sous la IIIe République. Il était commandeur de la Légion d'honneur (décret du 3.1.1926).

## Œuvres
Œuvres dramatiques et livrets d'opéras
- La Fée aux roses, (saynète) par Norbert Lorédan, Castres, Imprimerie du Progrès, 1888
- Konrad Wallenrod, drame lyrique en trois actes, musique d’Ernest Lefèvre-Dérodé, représenté  au Grand Théâtre de Reims vers 1890.
- Rayon d'onyx, poème mis en scène, Reims, Imprimerie de l'Indépendant rémois, 1890
- La Veillée de Jeanne d'Arc, Grande scène lyrique pour soprano, chœur d’hommes et orchestre, musique d’Ernest Lefèvre-Dérodé, exécutée au Grand Théâtre de Reims en mars 1895.
- Le Carillon, opéra en 3 actes, en collaboration avec Jules Méry, musique J. Ulrich, créé à Aix-en-provence le 15 septembre 1895
- Damayanti, légende lyrique en 1 acte, musique de Lucien Fontayne, créé au Grand-Théâtre de Marseille le 7 mai 1895, Paris, imprimerie de P. Dupont, 1895
- Ermessinde, opéra en 2 actes et 3 tableaux, Paris, impr. de P. Dupont, 1895
- Guernica, drame lyrique en 3 actes, avec Pedro Gailhard, musique de Paul Vidal, créé à l'Opéra-Comique le 5 juin 1895
- Carloman, drame lyrique en 3 actes, Paris, impr. de P. Dupont, 1896
- Kermaria, idylle d'Armorique en 3 actes précédée d'un prologue, Paris, Opéra-Comique, 1897
- Faublas, opéra, musique de Camille Erlanger, 1897
- La Cloche du Rhin, drame lyrique en 3 actes, avec Georges Montorgueil, musique Samuel Rousseau, Opéra de Paris, mai 1898
- Le Comte Roger, drame en 4 actes, avec Édouard Noël, représenté pour la première fois à l'Athénée, Paris, le 28 juin 1900
- Le Juif Polonais, opéra 3 actes et 6 tableaux, en collaboration avec Henri Cain d'après Erckmann-Chatrian, musique Camille Erlanger, créé à l'Opéra-Comique le 11 avril 1900
- Les Barbares, tragédie lyrique en 3 actes et un prologue, avec Victorien Sardou, musique de Camille Saint-Saëns, créé à l'Opéra de Paris le 23 octobre 1901
- Orsola, drame lyrique en 3 actes, musique Paul et Lucien Hillemacher, créé à l'Opéra de Paris le 14 mai 1902
- Trilby, féerie en un acte en vers, avec Charles Lomon, créé à la Comédie-Française en 1904
- Çanta, tragédie lyrique en 3 actes et 4 tableaux, d'après les Bramânas et le Ramayana, avec J. Fonville, musique Pierre Kunc, Concours musical de la ville de Paris. 1900-1903, Paris, impr. de P. Dubreuil, 1904
- Fiorella, comédie lyrique en 1 acte, avec Victorien Sardou, Paris, Enoch, 1905
- Chacun sa vie, comédie en 3 actes, avec Gustave Guiches, Comédie-Française, 10 septembre 1907
- Le Miracle, drame lyrique en 5 actes, avec André Mérane, musique Georges-Adolphe Hué, donné pour la première fois à l'Opéra de Paris, le 1er décembre 1910
- Perkain, drame lyrique en trois actes, légende basque d'après Pierre Harispe, musique Jean Poueigh, Paris, Choudens, 1931

Romans
- Gaucher Myrian, vie aventureuse d'un escholier féodal. Salamanque, Toulouse et Paris au XIIIe siècle, avec Paul Lavigne, Paris, Firmin-Didot, 1893
- L'Âme de Jeanne Darc, roman épisodique de la guerre de cent ans, Paris, Firmin-Didot, 1895
- Le Serpent de mer, roman à clés, Paris, Flammarion, 1899
- Montsalvat, roman historique en 3 actes et 4 tableaux, 1890 - 1910
- La Mamelouke, roman d'un officier de Bonaparte en Égypte et en Syrie, Paris, J. Rueff, 1905
- Biarritz-des-Goélands, roman, Paris, La Nouvelle Revue, 1905 (réédité en 2001 aux éditions Atlantica)
- Le Puits des âmes, roman, Paris, Fasquelle, 1906
- L'Opéra romanesque, roman, Paris, Lafitte, 1910
- Les Pirates de l'Opéra, roman, Paris, Lafitte, 1911
- Le Mascaret rouge, Paris, Hachette, 1931
- Les Amours de Faublas, roman en 7 chapitres d'après Louvet de Couvray, éd. Jeffrey, 1938
- La Fille de Monte-Cristo, Paris, S.E.P.E, 1948

Histoire
- Gambetta, par Gambetta, lettres intimes et souvenirs de famille publiés par P.-B. Gheusi, Paris, Ollendorff, 1909, lire en ligne
- Gallieni 1849-1916, Paris, Fasquelle, 1922
- La Gloire de Gallieni. Comment Paris fut sauvé. Le Testament d'un soldat, Paris, A. Michel, 1928
- Gallieni et Madagascar, Paris, éditions du Petit Parisien, 1931
- La Vie et la Mort singulières de Gambetta, Paris, Albin Michel, 1932
- Le Blason, Paris, Maurice Darantière, 1933, prix Charles-Blanc de l’Académie française en 1934
- Le Roman de Gambetta, Paris, Baudinière, 1938
- La Vie prodigieuse du maréchal Gallieni, Paris, Plon, 1939

Divers
- Quelques pages d'un vieil album, Castres, imprimerie du Progrès, 1889
- Le Blason héraldique, manuel nouveau de l'art héraldique, de la science du blason et de la polychromie féodale, d'après les règles du moyen âge, Paris, Firmin-Didot, 1892
- Simplement, poèmes, coll. « Bibliothèque-Charpentier », Fasquelle, 1895
- Midi. Silhouettes : E. Barbey, Constans, Gailhard, Gallieni, Mgr Gazaniol, Jean Jaurès, Georges Leygues, Verdi, Paul Vidal, Emma Calvé, Aïno Ackté, etc. Théâtre, paysages et légendes, de l'Opéra à la mosquée d'Omar, Paris, Flammarion, 1900
- Sous le volcan, Paris, Flammarion, 1903
- Les Atlantes, aventures de temps légendaires, avec Ch. Lomon, Paris, La Nouvelle revue, 1905
- Les Chefs, études politiques et de théâtre, Paris, Flammarion, 1914
- Guerre et théâtre, 1914-1918. Mémoires d'un officier du général Gallieni et journal parisien du directeur du théâtre national de l'Opéra-Comique pendant la guerre, Nancy-Paris-Strasbourg, Berger-Levrault, 1919
- L'Opéra-Comique pendant la guerre, Paris, La Nouvelle revue, 1919
- L'Affaire de l'Opéra-Comique et l'Opéra-Comique de Lafferre, Paris, chez l'auteur, 1923
- Les Tueurs de rois, Paris, Gallimard, 1926
- Jeanne Myrtale. Jean Moulierat, avec Thomas-Salignac, Rouen, Impr. Wolf, 1933
- L'Opéra-Comique sous la haine, Paris, chez l'auteur, 1937
- Cinquante ans de Paris, mémoires d'un témoin, 1889-1938, Paris, Plon, 1939, 4 vol.
- La Femme nue du Montcalm, Paris, Aux armes de France, 1945